# Vicariato apostolico di Auasa
Il vicariato apostolico di Auasa (in latino Vicariatus Apostolicus Avasanus) è una sede della Chiesa cattolica in Etiopia immediatamente soggetta alla Santa Sede. Nel 2022 contava 272.662 battezzati su 9.000.000 abitanti. È retto dal vescovo Gobezayehu Getachew Yilma.

## Territorio
Il vicariato apostolico comprende i seguenti territori dell'Etiopia: le zone di Sidama e Gedeo, e i woreda speciali di Amaaro e Burji nella Regione delle Nazioni, Nazionalità e Popoli del Sud; le zone di Guji e Borena nella regione di Oromia; e la zona di Liben nella regione di Somali.
Sede del vicariato è la città di Auasa, dove si trova la cattedrale di Kidane-Mehret ("Patto di Misericordia").
Il territorio è suddiviso in 20 parrocchie.

## Storia
La prefettura apostolica di Neghelli fu eretta il 25 marzo 1937 con la bolla Quo in Aethiopia di papa Pio XI, ricavandone il territorio dal vicariato apostolico di Galla (oggi vicariato apostolico di Harar) e dalla prefettura apostolica di Caffa (oggi vicariato apostolico di Nekemte). Comprendeva i commissariati del Borana e del Sidamo del governatorato di Galla e Sidama. La nuova circoscrizione ecclesiastica fu affidata ai missionari del Pontificio istituto missioni estere.
Il 13 febbraio 1940 cedette una porzione del suo territorio a vantaggio dell'erezione della prefettura apostolica di Hosanna (oggi vicariato apostolico di Soddo).
Il 15 ottobre 1969 cambiò nome in favore di prefettura apostolica di Auasa.
Il 15 marzo 1979 la prefettura apostolica è stata elevata a vicariato apostolico con la bolla Qui volente Deo di papa Giovanni Paolo II.

## Cronotassi dei vescovi
Si omettono i periodi di sede vacante non superiori ai 2 anni o non storicamente accertati.
- Gabriele Arosio, P.I.M.E. † (21 maggio 1937 - 1942 dimesso)
  - Sede vacante (1942-1952)
- Urbain-Marie Person, O.F.M.Cap. † (2 gennaio 1952 - 16 febbraio 1973 dimesso)
- Armido Gasparini, M.C.C.I. † (16 febbraio 1973 - 20 dicembre 1993 ritirato)
- Lorenzo Ceresoli, M.C.C.I. † (20 dicembre 1993 - 21 marzo 2009 ritirato)
- Giovanni Migliorati, M.C.C.I. † (21 marzo 2009 - 12 maggio 2016 deceduto)
- Roberto Bergamaschi, S.D.B. (29 giugno 2016 - 29 settembre 2020 nominato vicario apostolico di Gambella)[2]
  - Sede vacante (2020-2024)
- Gobezayehu Getachew Yilma, dal 15 novembre 2024

## Statistiche
Il vicariato apostolico nel 2022 su una popolazione di 9.000.000 persone contava 272.662 battezzati, corrispondenti al 3,0% del totale.
| anno | popolazione | popolazione | popolazione | presbiteri | presbiteri | presbiteri | presbiteri                | diaconi | religiosi | religiosi | parrocchie |
| anno | battezzati  | totale      | %           | numero     | secolari   | regolari   | battezzati per presbitero | diaconi | uomini    | donne     | parrocchie |
| ---- | ----------- | ----------- | ----------- | ---------- | ---------- | ---------- | ------------------------- | ------- | --------- | --------- | ---------- |
| 1970 | 1.082       | 1.465.950   | 0,1         | 8          |            | 8          | 135                       |         | 12        | 10        |            |
| 1980 | 15.960      | 2.366.000   | 0,7         | 29         |            | 29         | 550                       |         | 41        | 32        | 11         |
| 1990 | 63.564      | 3.892.000   | 1,6         | 35         | 1          | 34         | 1.816                     |         | 41        | 57        | 14         |
| 1999 | 121.637     | 4.145.000   | 2,9         | 47         | 9          | 38         | 2.588                     |         | 58        | 66        | 17         |
| 2000 | 124.873     | 4.820.000   | 2,6         | 46         | 9          | 37         | 2.714                     |         | 53        | 73        | 17         |
| 2001 | 132.715     | 4.970.000   | 2,7         | 50         | 10         | 40         | 2.654                     |         | 55        | 70        | 17         |
| 2002 | 140.135     | 5.320.000   | 2,6         | 46         | 7          | 39         | 3.046                     |         | 53        | 70        | 17         |
| 2003 | 147.261     | 5.451.000   | 2,7         | 44         | 7          | 37         | 3.346                     |         | 46        | 71        | 17         |
| 2004 | 157.417     | 5.600.000   | 2,8         | 59         | 11         | 48         | 2.668                     | 1       | 56        | 70        | 19         |
| 2007 | 173.110     | 6.067.000   | 2,8         | 47         | 12         | 35         | 3.683                     |         | 41        | 69        | 19         |
| 2010 | 190.575     | 6.782.000   | 2,8         | 47         | 15         | 32         | 4.054                     |         | 41        | 71        | 19         |
| 2014 | 212.342     | 7.533.000   | 2,8         | 47         | 20         | 27         | 4.517                     |         | 43        | 76        | 19         |
| 2017 | 233.638     | 8.113.600   | 2,9         | 57         | 20         | 37         | 4.098                     |         | 47        | 76        | 20         |
| 2020 | 248.935     | 8.956.000   | 2,8         | 41         | 17         | 24         | 6.071                     |         | 33        | 73        | 20         |
| 2022 | 272.662     | 9.000.000   | 3,0         | 48         | 17         | 31         | 5.680                     |         | 39        | 59        | 20         |